# Błonka dwuzarodnikowa

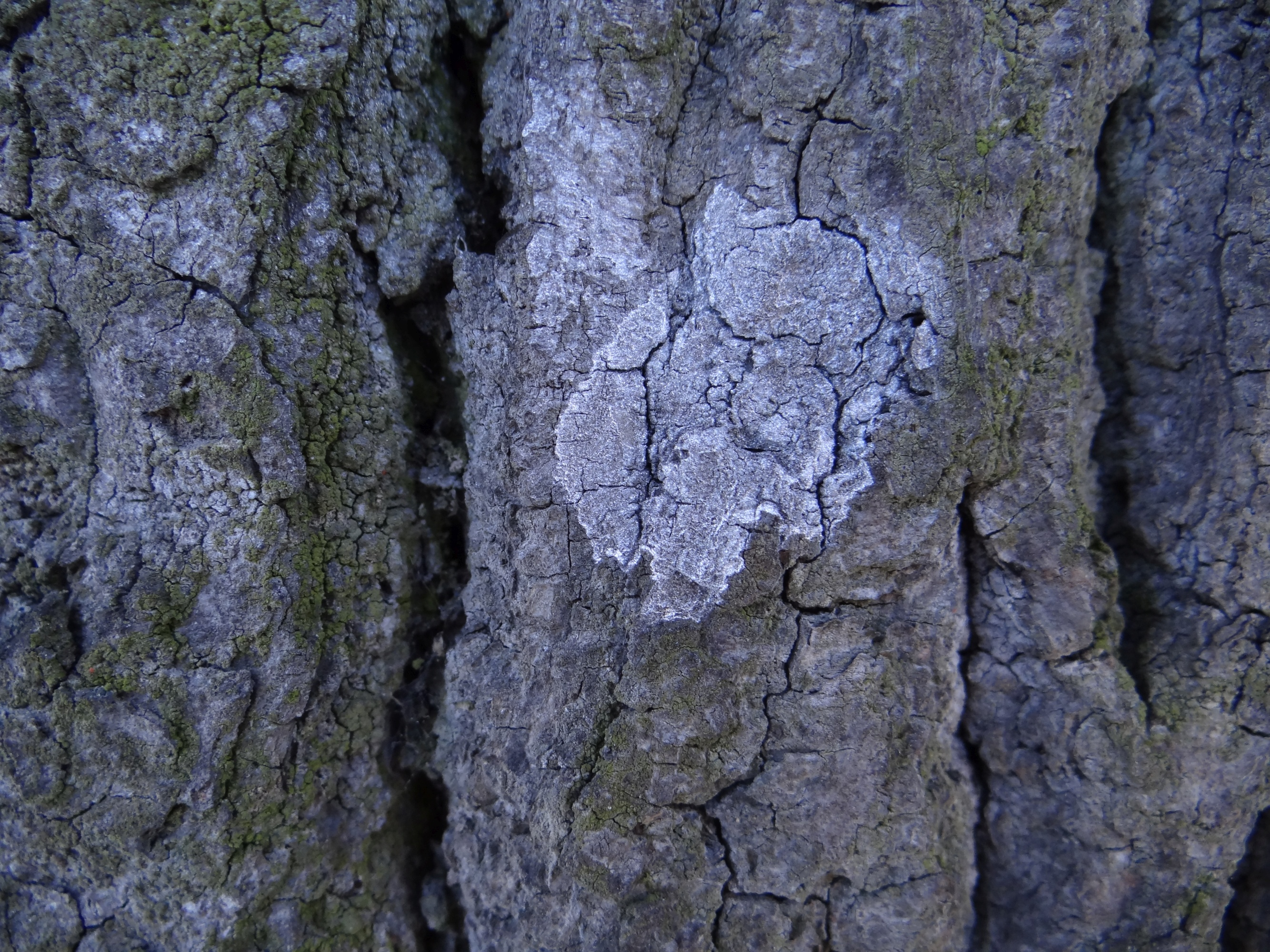

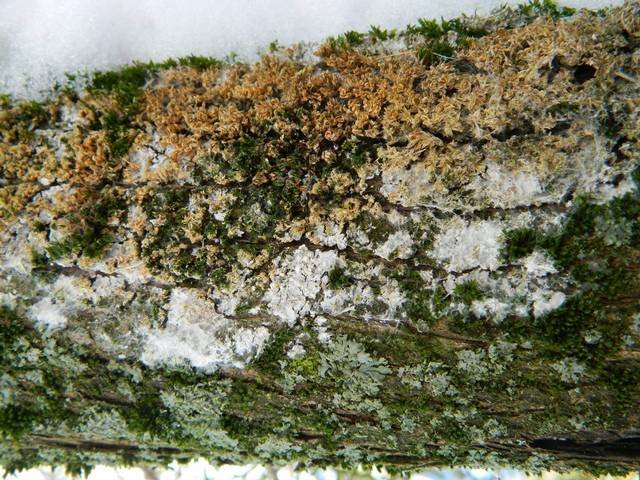

Błonka dwuzarodnikowa Athelia arachnoidea (Berk.) Jülich – gatunek grzybów z rodziny błonkowatych (Atheliaceae).

## Systematyka i nazewnictwo
Pozycja w klasyfikacji według Index Fungorum: Athelia, Atheliaceae, Atheliales, Agaricomycetidae, Agaricomycetes, Agaricomycotina, Basidiomycota, Fungi.
Po raz pierwszy takson ten zdiagnozował w 1884 r. Miles Joseph Berkeley nadając mu nazwę Corticium arachnoideum. Obecną, uznaną przez Index Fungorum nazwę nadał mu w 1972 r. Walter Jülich, przenosząc go do rodzaju Athelia.
Synonimy:

- Athelia arachnoidea (Berk.) Jülich 1972 var. arachnoidea
- Athelia arachnoidea var. leptospora Jülich 1972
- Athelia bispora (J. Schröt.) Donk 1957
- Athelia epiphylla var. arachnoidea (Berk.) Krieglst. 1999
- Athelia epiphylla var. cylindrospora Parmasto 1967
- Athelia epiphylla Pers. 1822 var. epiphylla
- Corticium arachnoideum Berk. 1844
- Corticium bisporum (J. Schröt.) Bourdot & Galzin 1911
- Corticium centrifugum subsp. bisporum (J. Schröt.) Bourdot & Galzin 1928
- Fibularhizoctonia carotae (Rader) G.C. Adams & Kropp 1996
- Hypochnus bisporus J. Schröt. 1888
- Rhizoctonia carotae Rader 1948
- Terana arachnoidea (Berk.) Kuntze 1891

Nazwę polską zaproponował Władysław Wojewoda w 2003 r. W niektórych opracowaniach internetowych podawana jest nazwa atelia pajęczynowata.

## Morfologia
Plecha
Tworzy cienką, błonkowatą, białą, rozpostartą plechę o niewyraźnym brzegu i gładkim hymenoforze. Nie tworzy włókien. Tworzy sklerocja.
Cechy mikroskopowe
System strzępkowy monomityczny. Strzępki bezbarwne, cienkościenne, z rozproszonymi sprzążkami. Strzępki w subhymenium mają szerokość 3–5 μm i nie posiadają sprzążek. Cystyd brak. Podstawki o rozmiarach 20-30 × 5–7 μm, Bazydiospory o kształcie od elipsoidalnego do wąskojajowatego, zgrubiałe, o rozmiarach 10-8(11) × 4,5–5,5 μm, gładkie, cienkościenne, bezbarwne. Bazydiospory wytwarza jednak rzadko.

## Występowanie i siedlisko
Jest szeroko rozprzestrzeniony w Ameryce Północnej i Europie, notowany także w Puerto Rico w Ameryce Środkowej i w Maroku w Afryce Północnej. W Europie jest szeroko rozprzestrzeniony i dość częsty, w Polsce jest pospolity.
Błonka dwuzarodnikowa występuje w lasach i parkach na korze drzew liściastych i iglastych, zarówno martwych, jak i żywych. Rozwija się także jako pasożyt na plesze porostów i glonów porastających pnie drzew (z tego powodu zaliczana jest do grzybów naporostowych). Czasami zajmuje całą powierzchnię pnia. Nadal nie ma pewności, czy okazy rosnące bezpośrednio na korze drzew należą do tego samego gatunku, co okazy pasożytujące na glonach i porostach. Prowadzone są badania w tym względzie.